# Катравож
Катраво́ж (рос. Катравож) — село у складі Приуральського району Ямало-Ненецького автономного округу Тюменської області, Росія. Адміністративний центр та єдиний населений пункт Аксарківського сільського поселення.
Населення — 781 особа (2017, 771 у 2010, 824 у 2002).
Національний склад станом на 2002 рік: ханти — 59 %.
Стара назва — Катровож.